# Chiesa di San Lorenzo (Casalpoglio)
La chiesa di San Lorenzo è un edificio religioso situato in frazione Casalpoglio di Castel Goffredo, in provincia e diocesi di Mantova. 

## Storia e descrizione
Edificata nel XVIII secolo, presenta una facciata suddivisa con paraste e nicchie. Sul lato destro è collocato il campanile a pianta quadrata con copertura a cono.
L'interno, a navata unica con volta a botte, è interamente decorato, con opere del bresciano Anacleto Bocchi e Gianni Trainini. Il presbiterio è occupato dall'altare della seconda metà del Settecento, decorato di marmi policromi. Dietro ad esso, la Pala di San Lorenzo del 1797, opera attribuita a Giovanni Antonio Zaddei. Ai lati della navata sono collocati l'altare della Madonna del Rosario, con paliotto in commesso di marmi policromi e l'altare di San Rocco, anch'esso ornato di marmi policromi.
L'organo a canne, con cassa dorata del Seicento, è stato ricostruito agli inizi del Novecento dall'organaro Diego Porro.
All'interno della chiesa è conservato un reliquiario contenente un frammento della Santa Croce (ex ligno crucis).
In un'abitazione nei pressi della chiesa, venne rinvenuta una stele funeraria in marmo botticino, conservata nei Musei Civici di Arte e Storia di Brescia.